# Bruchidius nigricornis
Bruchidius nigricornis là một loài bọ cánh cứng trong họ Bruchidae. Loài này được Fabricius miêu tả khoa học năm 1801.